# Nathan Nata Spira
Nathan Nata Spira, né en 1585 et décédé le 20 juillet 1633, est un rabbin et kabbaliste polonais. Il a joué un important rôle dans la transmission des paroles d'Isaac Luria à travers la Pologne. Il est également l'auteur de Megaleh Amukot.
Spira est issu d'une famille rabbinicale, et se trouve être un des descendants de Rachi. Il porte le même nom que son grand-père, qui était rabbin à Hrodna et auteur de Mevo Shearim (1575) and Imrei shefer (1597). Son père était Solomon Spira.
Spira avait 7 enfants : 3 enfants et 4 filles. Il était grand-rabbin de Cracovie, mais refusait tout salaire.